# Una congregazione lascia la chiesa riformata di Nuenen
Una congregazione lascia la chiesa riformata di Nuenen è un dipinto olio su tela realizzato tra il 1884 e il 1885 da Vincent Van Gogh. Conservato nel Museo Van Gogh di Amsterdam, nel 2002 fu oggetto di furto da parte di Octave Durham e del suo complice, Henk Bieslijn. 
Nel 2016, nel corso di indagini per il contrasto della Camorra, il dipinto è stato ritrovato a Castellammare di Stabia, nell'abitazione dei genitori del trafficante di droga Raffaele Imperiale, boss attualmente in carcere dopo essere stato latitante a Dubai. 
Il 21 marzo 2017, il Museo Van Gogh annuncia il ritorno nella sua collezione di Una congregazione lascia la chiesa riformata di Nuenen, assieme a La spiaggia di Scheveningen prima di una tempesta - l'altro dipinto trafugato in contemporanea nel 2002. Nell'aprile del 2019, dopo un lavoro di restauro durato due anni, le due opere vengono nuovamente esposte al pubblico.